# Mathé Altéry
Mathé Altéry est une artiste lyrique (soprano) française, née le 12 septembre 1927 à Paris. Elle a connu le succès dans les années 1950 et 1960, notamment en chantant des airs d'opérettes et des standards français et étrangers.

## Biographie

### Jeunesse et débuts
De son vrai nom Marie-Thérèse Altare, elle est la fille du ténor Mario Altéry (1892-1974). Elle commence à chanter toute jeune à Cherbourg (Manche), où son père travaille. Sa voix légère et déjà très assurée lui vaut auprès du public local le surnom de « rossignol cherbourgeois ».
Après des études musicales classiques, elle débute comme choriste en 1950 au théâtre du Châtelet à Paris, dans l'opérette américaine Annie du Far West (Annie Get Your Gun)
Elle est remarquée lors d'un concours de chanson organisé à Deauville en 1953 par le chef d'orchestre Raymond Legrand qui lui fait enregistrer son premier disque, Les Belles de nuit, tiré du film du même nom de René Clair, sur une musique de Georges van Parys. En 1956 à Lugano, elle participe au premier concours Eurovision de la chanson où elle co-représente la France avec la chanteuse Dany Dauberson. Elle y interprète Le Temps perdu et Dany Dauberson Il est là.

### Carrière
Soutenue par Pierre Bourgeois, président de Pathé-Marconi, elle connaît le succès à partir de la fin des années 1950, notamment avec des albums de la « série des 13 » : 13 valses classiques, 13 valses de Vienne, 13 mélodies de la Belle Époque (prix de l'Académie Charles-Cros 1957), 13 airs d'opérette…
Dans les années 1960, Mathé Altéry prête sa voix aux versions françaises de plusieurs films musicaux. Elle double ainsi les séquences chantées de la britannique Julie Andrews dans La Mélodie du bonheur (1965) et celles d'Audrey Hepburn dans My Fair Lady (1964), les dialogues de ces deux films étant quant à eux doublés par Martine Sarcey, voix française officielle de l'actrice américaine depuis Au risque de se perdre de Fred Zinnemann (1959). Le succès populaire de ces deux films lui vaut des offres de récitals à Las Vegas, qu'elle décline afin de se consacrer à son mari, l'avocat parisien Bernard Baqué de Sariac, qu'elle épouse en 1966.
La vague du yé-yé la relègue au second plan. Elle effectue alors de nombreuses tournées à l'étranger, notamment au Canada, en Afrique du Sud et en Scandinavie, où sa voix continue de séduire un large public. Elle enregistre en 1965 un disque de duos célèbres avec le baryton Lucien Lupi.
En 1970, elle crée à Paris l'opérette Bon week-end Conchita de Roland Arday.
Le 6 octobre 1984, elle participe à l'émission télévisée Champs Élysées, présentée par Michel Drucker, dans un "spécial opérettes" où elle retrouve Francis Lopez et Georges Guétary, et où elle évoquera sa carrière et Luis Mariano.  
En 1988, elle crée Rêves de Vienne avec Francis Lopez au théâtre de l'Eldorado, jouant à guichet fermé pendant près d'un an. Ce seront ses adieux à la scène.
Dans les années 1990 et 2000, on la voit fréquemment à la télévision lors d'émissions de variétés telles que La Chance aux chansons et Chanter la vie de Pascal Sevran sur France 2.

### Vie privée
Elle fut mariée à l'avocat Bernard Baqué de Sariac (10 juillet 1933 - 27 juin 2014).
Mathé Altéry est la petite-nièce de la cantatrice Juliette Wermetz, qui fut la partenaire d'Enrico Caruso à la Scala de Milan.

## Décoration
Chevalier de la Légion d'honneur (2006) au titre de « 57 ans d'activités professionnelles et artistiques »

## Filmographie
- 1955 : Milord l'Arsouille d'André Haguet
- 1958 : La Vie à deux de Clément Duhour : voix chantée de Lilli Palmer

## Doublage
- 1954 : Les Sept Femmes de Barbe-Rousse : Jane Powell (voix chantée)
- 1964 : My Fair Lady : Audrey Hepburn (voix chantée)
- 1965 : La Mélodie du bonheur : Julie Andrews (voix chantée)

## Discographie

### Super 45 tours
- La Mélodie du bonheur (Pathé)
- My Fair Lady - Les Parapluies de Cherbourg - Parade d'amour (Pacific Pathé)

### Albums 33 tours
- 13 extraits d'opérette - Pathé
- 13 valses : Mathé Altéry, Mario Altéry, Colette Hérent, Jacques Pruvost, Pierre Germain, Franck Pourcel (dir.) - 30 cm EMI C 051 10847
- 13 valses de la Belle Époque : Frou-frou - Fascination - Oh ! la troublante volupté - Griserie - Rose-Mousse - Tu ne sauras jamais - Ah ! c'qu'on s'aimait - Amoureuse - Quand l'amour meurt - Pourquoi ne pas s'aimer - Les Bas noirs - Malgré tes serments - Reviens, Pathé, 1955
- 13 mélodies de la Belle époque - Pathé
- 13 berceuses et sérénades : Ma poupée chérie - Sérénade de Heykens - Berceuse de Geterchaninov - Sérénade de Gounod - Berceuse de Brahms - Sérénade de Toselli - Barcarolle des Contes d'Hoffmann - Sérénade de Schubert - Berceuse de Mozart - Sérénade de Pierre - Rêverie de Schumann - Berceuse de Clutsam - Aubade, Pathé, 1963
- Les 13 plus beaux Noëls : Minuit, chrétiens - Noël - Belle nuit - Merci Noël - Vive le vent - les anges dans nos campagnes - Petit papa Noël - Mon Noël - venez, divin messie - Berceuse du petit Jésus - Prière à Noël - Noël (Trois âges sont venus) - Pathé, 1963
- Les 13 plus belles valses du monde : (A) - Moulin-Rouge - La Petite Valse - Sympathie - Il bacio (Le rêve)- C'est le temps d'aimer - La Chauve-souris - (B) - Lover (L'amour est un rêve) - Paradise - Oh! tes grands yeux noirs - Un jour, tu verras - Cielito lindo (Adieu ma belle) - Réponds-moi, mon amour - Ville d'Amour - Pathé PAM 67 132, 1964

### CD
- 24 Best Loved French Songs (1989) avec André Claveau (Monitor Records/Smithsonian Folkways)
- Mes plus belles chansons d'amour (1993)
- 13 berceuses et sérénades (1996)
- Le Meilleur de Mathé Altéry (2 disques, 1999) :
  - Les Belles de nuit - Frou-frou - Fascination - Quand l'amour meurt - Ah ! ce qu'on s'aimait - Revienso - Barcarolle - L'Anneau d'argent - La Chanson de Fortuno - Jardins d'Andalousie - Petite maison grise - Le Beau Danube bleu - La Valse de l'Empereur - La Veuve joyeuse - Rêves de printemps - C'est la saison d'amour - Les Saltimbanques - Les Cloches de Corneville - Véronique : “Adieu, je pars” - Berceuse de Brahms
  - L'amour est dans ta rue - J'aurais voulu danser - Quand tu dors près de moi - Chanson des collines - L'oiseau s'envole - I Love Paris - Les Chemins de l'amour - C'est l'été - Moulin-Rouge - La Chanson du Prater - Les Parapluies de Cherbourg - Valse de Monte-Carlo - Roses de Picardie - Dis-lui qu'on l'a remarqué - Nuit bleue - La Valse des lilas - En septembre sous la pluie
- Mathé Altéry (2001)
- Mathé Altéry (2006)